# Krążowniki lekkie typu Swietłana
Krążowniki typu Swietłana – typ rosyjskich, następnie radzieckich krążowników lekkich. 
Budowę czterech okrętów tego typu rozpoczęto jeszcze przed I wojną światową dla marynarki wojennej Imperium Rosyjskiego, lecz z powodu wojny i sytuacji wewnętrznej w Rosji, dopiero w 1928 roku ukończono tylko jeden okręt dla marynarki ZSRR – „Profintern”, przemianowany później na „Krasnyj Krym”. Dwa okręty przebudowano na zbiornikowce, a ostatniego nie ukończono. 
Pochodnym typem były większe krążowniki typu Admirał Nachimow, w części literatury zaliczane również do typu Swietłana. Były to jedyne typy lekkich krążowników carskiej Rosji.

## Projektowanie
Daty sprzed 1918 podane są w starym stylu.
Wojna rosyjsko-japońska z lat 1904-1905 pociągnęła utratę większości rosyjskich dużych okrętów, a z powodu szybkiego rozwoju techniki morskiej na początku XX wieku, te, które pozostały, szybko stały się przestarzałe. Rosja dostrzegała konieczność odbudowy floty, między innymi przez budowę okrętów nowo wykształconej klasy krążowników lekkich. Już w 1906 roku w dokumentach pojawiła się nazwa klasy krążowników lekkich, zamiast poprzednio wyróżnianych krążowników I i II rangi.
Pierwsze prace projektowe rozpoczęto w 1907 roku w stoczni Bałtijskij Zawod w Petersburgu, biorąc jako punkt wyjścia zbudowany w Niemczech mały szybki krążownik „Nowik”. Prace następnie zintensyfikowano od roku 1910. Z powodu kilkakrotnych zmian wymagań stawianych przez Morski Sztab Generalny, ostateczna wielkość projektowanych krążowników wzrosła ponaddwukrotnie, zmieniała się też ich koncepcja. Początkowo rozważano artylerię wieżową, w kilku wariantach (mieszana: 203 i 120 lub 102 mm, następnie 12 dział 152 mm, 4 x III), lecz w końcu za priorytet uznano prędkość okrętów i zdecydowano się na tradycyjnie rozmieszczone pojedyncze działa 130 mm, o większej szybkostrzelności i mniejszej masie. Głównym przeznaczeniem okrętów miały być zadania rozpoznawcze przy eskadrze okrętów liniowych oraz samodzielne działania z niszczycielami. Ostateczne założenia projektowe zatwierdzono w kwietniu 1912 roku.
Z powodu rezygnacji stoczni zagranicznych z udziału w konkursie, pozostały tylko stocznie rosyjskie. W lipcu 1912 roku projekty przedstawiły: państwowa Stocznia Admiralicji z Petersburga, Zakłady Putiłowskie z Petersburga oraz stocznia z Rewla (Tallinna) należąca do Rosyjskiego Towarzystwa Produkcji Pocisków i Wojennych Zapasów. We wrześniu władze poleciły Zakładom Putiłowskim i stoczni z Rewla opracować wspólny projekt, łączący ich zalety. Projekt ten został zatwierdzony przez kierownictwo Marynarki Wojennej 26 października 1912 roku. Po jego zatwierdzeniu, zakłady przystąpiły do opracowania dokumentacji technicznej. Z uwagi na brak doświadczenia w produkcji turbin, musiały współpracować w tym zakresie z przedsiębiorstwami zagranicznymi i krążowniki z Rewla miały mieć turbiny typu Curtiss-AEG-Vulcan, a z Petersburga – systemu Parsonsa. W celu budowy krążowników, na bazie zakładu z Rewla utworzono 13 maja 1913 roku Russko-Bałtijskij Sudostroitielnyj i Miechaniczeskij Zawod (Rosyjsko-Bałtycki Zakład Budowy Statków i Mechaniczny) i przystąpiono dopiero do budowy  stoczni; podobnie przystąpiono do rozbudowy stoczni Zakładów Putiłowskich.
14 lutego 1913 roku zamówiono budowę czterech jednostek, po dwie w każdej stoczni, na potrzeby Floty Bałtyckiej, która szczególnie została wyniszczona przez wojnę z Japonią. Cena za okręt została ustalona na 8,3 mln rubli, bez ceny pancerza i uzbrojenia. Płyty pancerne zostały zamówione w Zakładach Iżorskich, w cenie po 558 695 rubli za okręt. Okręty budowano w ramach środków z „Programu szybkiego wzmocnienia Floty Bałtyckiej”, przyjętego przez Dumę w czerwcu 1912 roku i stanowiącego część tzw. Wielkiego Programu Budownictwa Okrętowego na lata 1912-1916. Następnie, na podstawie dokumentacji typu Swietłana, stocznie z Mikołajowa opracowały nieco powiększoną wersję okrętów, na potrzeby Floty Czarnomorskiej (typ Admirał Nachimow).

## Budowa
Stępki pod budowę wszystkich czterech okrętów położono w listopadzie 1913 roku – „Swietłany” i „Admirała Greiga” 24 listopada w stoczni Russo-Bałt w Rewlu, a „Admirała Butakowa” i „Admirała Spiridowa” 16 listopada w Zakładach Putiłowskich. Umowne terminy ukończenia przewidziano odpowiednio na 1 lipca, 1 października, 1 sierpnia i 15 października 1915 roku. Terminy te były jednak zupełnie nierealne z uwagi na trwające rozbudowy stoczni, do czego przyczyniły się opóźnienia z dostawą materiałów, a następnie dodatkowo wybuch I wojny światowej. Większe prace konstrukcyjne w Rewlu rozpoczęto przy pierwszym okręcie dopiero w kwietniu 1914 roku. Po wybuchu wojny niemożliwa stała się współpraca z niemieckimi zakładami Vulcan, co utrudniło wykonanie turbin i mechanizmów. Pod koniec 1914 roku „Swietłana” była zaawansowana w niecałych 31%, „Admirał Butakow” w 14%, a pozostałe dwa w około 10%. Jedynie budowa „Swietłany” postępowała stosunkowo szybko i jej kadłub wodowano 28 listopada (11 grudnia nowego stylu) 1915 roku. Na etapie wyposażania wystąpiły jednak opóźnienia z powodu trudności wojennych, a następnie także z powodu chaosu i rewolucyjnej sytuacji wewnętrznej w Rosji. Trzy pozostałe okręty wodowano dopiero między lipcem a listopadem 1916 roku.
Po rewolucji lutowej, Rząd Tymczasowy zdecydował 11 października 1917 roku wstrzymać prace nad budową nowych okrętów z wyjątkiem najbardziej zaawansowanych. Spośród okrętów typu Swietłana prace kontynuowano tylko na głównym okręcie, jednakże nie zdołano go ukończyć. Z powodu zagrożenia Rewla przez niemiecką armię, kadłuby obu budowanych tam krążowników odholowano w listopadzie–grudniu 1917 roku do Piotrogrodu. Planowano ukończenie „Swietłany” na 1919 rok, lecz stanęła temu na przeszkodzie rewolucja październikowa, a następnie wojna domowa w Rosji. Prace nad okrętem przerwano w marcu 1918 roku, przy gotowości ok. 80%.
Po wojnie domowej, z powodu trudnej sytuacji ekonomicznej, początkowo nie prowadzono prac nad okrętami. W 1920 roku zdecydowano o dokończeniu budowy „Swietłany” według pierwotnego projektu, z niewielkimi ulepszeniami uzbrojenia przeciwlotniczego i torpedowego. Dopiero pod koniec 1924 roku wznowiono prace, w Zakładzie Bałtyckim w Leningradzie. 5 lutego 1925 roku „Swietłana” otrzymała nową nazwę „Profintern”, pod którą 1 lipca 1928 roku okręt wszedł do służby (drugim podobnym ukończonym okrętem była „Czerwona Ukraina” czarnomorskiego typu Admirał Nachimow).

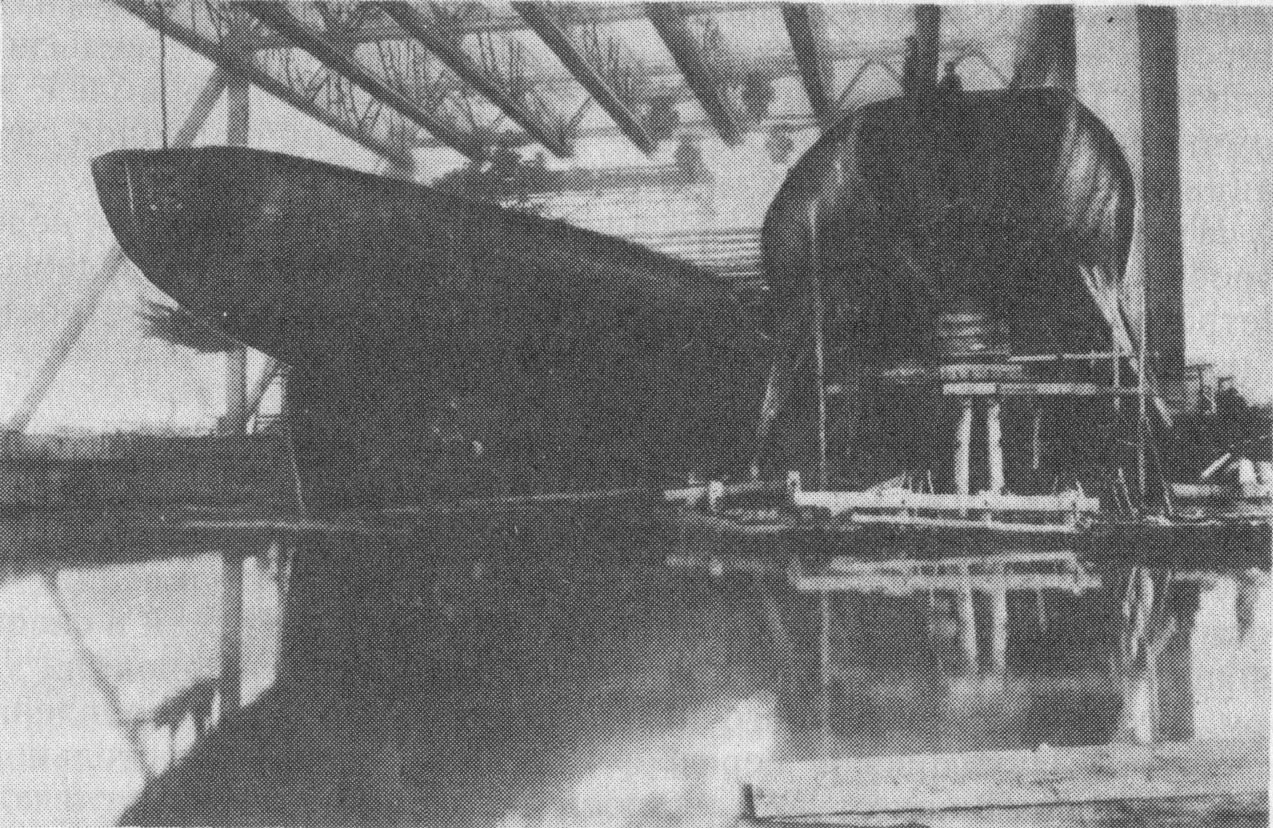
„Admirał Butakow” i „Admirał Spiridow” w budowie

„Admirał Butakow” w chwili wstrzymania prac w październiku 1917 roku był gotowy w ok. 50%. Po wojnie domowej zamierzano ukończyć również ten okręt, lecz kilkakrotnie zmieniały się koncepcje jego przebudowy, a ostatecznie problemem stał się brak środków finansowych. 
Początkowo planowano zamienić uzbrojenie okrętu na 8 pojedynczych dział 203 mm zdjętych ze starych okrętów, następnie zaś – gruntownie go zmodernizować na wzór krążownika „Krasnyj Kawkaz”, z uzbrojeniem z czterech dział 180 mm w wieżach. Prac jednak nie podjęto, a w 1927 roku odstawiono okręt do Kronsztadu, gdzie stopniowo ogołacano go z wyposażenia. W międzyczasie, 26 października 1926 roku nazwę krążownika zmieniono na „Prawda”, a 24 listopada tego roku na „Woroszyłow”. Rozważano później ukończenie okrętu jako stawiacza min. 
W końcu, na przełomie 1939 i 1940 roku opracowano projekt ukończenia okrętu jako krążownik szkolny, uzbrojony w 8 dział 130 mm w nowych wieżach B-2ŁM (4 x II), 8 dział plot. 76,2 mm 39-K (4 x II), 8 działek plot. 37 mm 46-K (4 x II), 8 wkm plot., dwie potrójne wyrzutnie torped 533 mm i bomby głębinowe. Kadłub i nadbudówki miały ulec zasadniczej przebudowie (kadłub – podobnie do „Krasnego Kawkazu”). 25 września 1940 roku okręt przemianowano na symboliczną nazwę „Awrora” (na cześć krążownika „Aurora”). Wiosną 1941 roku zrezygnowano jednak z przebudowy z uwagi na wysoki koszt i kiepski stan poszycia kadłuba. Kadłub złomowano ostatecznie około 1952 roku.
„Admirał Greig” i „Admirał Spiridow” zostały po wojnie domowej przebudowane w 1926 roku na statki – zbiornikowce, odpowiednio „Aznieft” i „Groznieft”.
| Nazwa                                    | Położenie stępki               | Wodowanie          | Wejście do służby                    |
| ---------------------------------------- | ------------------------------ | ------------------ | ------------------------------------ |
|                                          | Daty w nowym (starym) stylu    |                    |                                      |
| Krasnyj Krym, ex Profintern ex Swietłana | 07.12 (24.11).1913, Rewel      | 11.12 (28.11).1915 | 01.07.1928                           |
| Admirał Butakow                          | 29.11 (16.11).1913, Petersburg | 05.08 (23.07).1916 | –                                    |
| Admirał Spiridow                         | 29.11 (16.11).1913, Petersburg | 09.09 (27.08).1916 | ukończony jako tankowiec „Groznieft” |
| Admirał Greig                            | 07.12 (24.11).1913, Rewel      | 09.12 (26.11).1916 | ukończony jako tankowiec „Aznieft”   |

Stocznie:
- Rewel – Russko-Bałtijskij Sudostroitielnyj i Miechaniczeskij Zawod w Rewlu (Tallinn)
- Petersburg – Zakłady Putiłowskie w Petersburgu

## Służba w skrócie

### „Profintern” / „Krasnyj Krym”
Po krótkim okresie służby we Flocie Bałtyckiej, „Profintern” został między listopadem 1929 roku a styczniem 1930 roku przebazowany na Morze Czarne, w skład radzieckiej Floty Czarnomorskiej. W latach 1935–36 zmodernizowano uzbrojenie przeciwlotnicze okrętu, zastępując działa 75 mm przez 6 włoskich dział Minzini kal. 100 mm, zastosowano też inne ulepszenia. 31 października 1939 roku nazwę okrętu zmieniono na „Krasnyj Krym”.
Okręt brał od 1941 roku aktywny udział w II wojnie światowej. Głównie używany był do ostrzeliwania celów lądowych na zajmowanym przez Niemców wybrzeżu Morza Czarnego, biorąc udział m.in. w obronie Odessy i Sewastopola. Brał też udział w operacjach desantowych i transportowych. 18 czerwca 1942 roku został uhonorowany mianem okrętu gwardyjskiego. Od października 1943 roku do końca działań bojowych był remontowany.
Po wojnie „Krasnyj Krym” służył do 1957 roku jako okręt szkolny, następnie jako okręt doświadczalny i hulk koszarowy. 7 lipca 1959 roku został skreślony z listy floty i przeznaczony do złomowania.

### „Aznieft” i „Groznieft”
„Admirał Greig” i „Admirał Spiridow”, po przebudowie w 1926 roku na cywilne tankowce „Aznieft” i „Groznieft”, były użytkowane do transportu ropy na Morzu Czarnym. „Aznieft” został zniszczony po wyrzuceniu na brzeg 23 grudnia 1938 roku pod Tuapse. „Groznieft” został zdobyty przez Niemców 8 października 1941 roku, podczas remontu w Mariupolu i następnie wykorzystywany tam jako pływający magazyn paliw. 20 września 1943 roku, podczas odwrotu Niemców, został samozatopiony. Po wojnie podniesiony i używany jako pływający magazyn na Bałtyku. Złomowany w latach 60.

## Ocena
Na etapie projektowania krążowniki typu Swietłana były dość nowoczesnymi jednostkami, porównywalnymi ogólnie z innymi krążownikami lekkimi budowanymi przez główne państwa morskie, przede wszystkim Wielką Brytanię i Niemcy. W projekcie rosyjskich krążowników szczególny nacisk położono na rozwijanie dużej prędkości (29,5 węzła), stąd miały one znacznie mocniejsze od innych siłownie, aczkolwiek dla potanienia konstrukcji zrezygnowano z początkowego wymogu rozwijania 30 węzłów. W konsekwencji, były one większe od ogółu krążowników lekkich okresu I wojny światowej. Krążowniki niemieckie miały przy tym prędkość niższą tylko o około 2 węzły, a nowo budowane w tym okresie małe krążowniki brytyjskie miały niewiele niższą lub porównywalną. Opancerzenie Swietłan było ogólnie porównywalne z nowymi krążownikami niemieckimi i brytyjskimi (posiadającymi opancerzenie burt) i chroniło w pewnym tylko stopniu przed ogniem dział niszczycieli. 
Główną cechę wyróżniającą rosyjskie krążowniki stanowiło uzbrojenie. Artylerię główną krążowników typu Swietłana tworzyło aż 15 pojedynczych dział kalibru 130 mm, z których jednak tylko 8 stanowiło salwę burtową. Z tego, 9 dział było umieszczonych w stanowiskach na pokładzie, chronionych maskami przeciwodłamkowymi grubości 25 mm, a pozostałe 6 w analogicznie chronionych kazamatach. Z jednej strony, uzbrojenie to było silniejsze pod względem liczby dział od wszystkich krążowników lekkich I wojny światowej, a przy tym Niemcy stosowali na krążownikach aż do początku wojny słabsze działa kalibru 105 mm. Z drugiej jednak strony, standardem na krążownikach brytyjskich i nowych lub modernizowanych niemieckich, stały się silniejsze działa kalibru 150-152 mm. 
Kazamatowe rozmieszczenie artylerii na krążownikach było rzadkością już w momencie ich projektowania. W toku wojny z kolei pojawiły się brytyjskie krążowniki uzbrojone w znacznie bardziej racjonalnie rozmieszczone działa 152 mm, z możliwością strzelania wszystkich dział na obie burty. W efekcie, na skutek długiej budowy i ukończenia według pierwotnego projektu, w momencie wejścia do służby typ Swietłana był już zdecydowanie przestarzały, posiadając w szczególności nieracjonalnie rozmieszczone uzbrojenie, o stosunkowo małym kalibrze. Nowo budowane w okresie międzywojennym krążowniki były też na ogół szybsze. Niemniej jednak, „Krasnyj Krym” pełnił użyteczną służbę podczas II wojny światowej, będąc używany do wspierania operacji lądowych i amfibijnych. Nie spotykał się przy tym z przeciwnikami na morzu z uwagi na brak większych okrętów wroga na Morzu Czarnym.

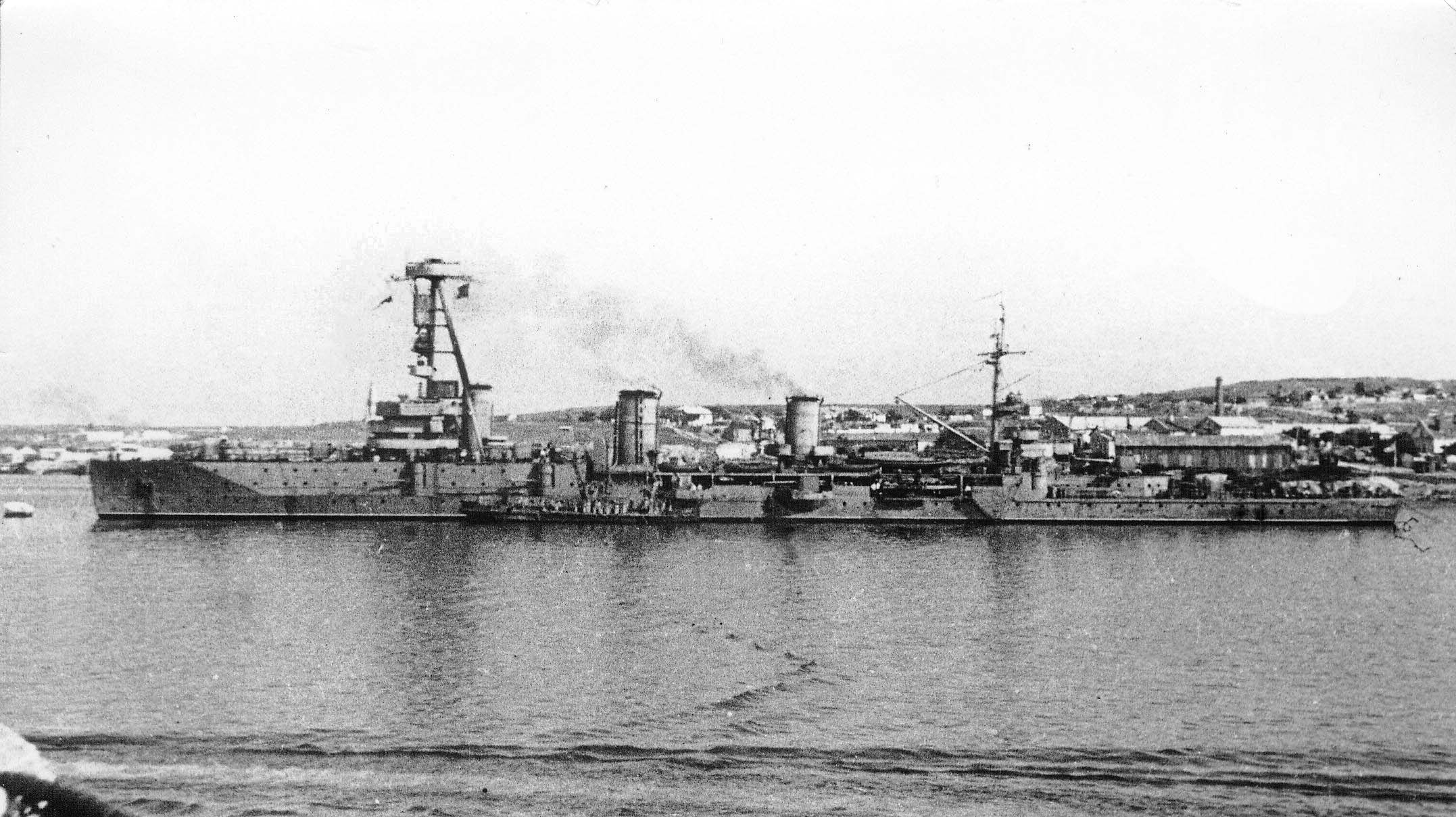
„Krasnyj Krym” w latach 40.

## Opis
Kadłub okrętów miał wysoko podniesiony pokład dziobowy, bez wzniosu, na ok. 1/3 długości kadłuba, kończący się uskokiem przed drugim kominem. Nietypową cechą okrętów było umieszczenie w podniesionym pokładzie dziobowym aż dwóch pokładów mieszkalnych, z czego górny miał niepełną wysokość (wymuszającą przebywanie w pozycji schylonej). 
Okręty miały trzy niskie, szeroko rozstawione i lekko pochylone kominy. Za trzecim kominem były rozmieszczone łodzie ratunkowe, dalej był drugi palowy maszt, połączony z żurawiem do łodzi. Na pokładzie rufowym była niska jednopiętrowa nadbudówka, na której znajdowały się dwa stanowiska dział obok siebie. 
Ogólnie sylwetka krążowników, dzięki kształtom kadłuba i kominów, przypominała powiększone niszczyciele typu Nowik, co według założeń miało sprzyjać ich maskowaniu, lecz niweczył to masywny maszt i dźwigi wodnosamolotów.

### Uzbrojenie
W wysokich burtach na dziobie znajdowały się kazamaty dla 4 dział 130 mm, po dwie na burtę. Działa z kazamat mogły strzelać wprost w kierunku dziobu dzięki wyprofilowanym burtom, a w niewielkim zakresie kątów także w kierunku rufy. Na pokładzie dziobowym umieszczone było pojedyncze działo 130 mm, za nim mało rozbudowana nadbudówka połączona z trójnożnym masztem i przednim kominem, a dalej dwa stanowiska dział 130 mm na burtach. 
W ścianach nadbudówki rufowej, stanowiących przedłużenie burt wzwyż, były kazamaty dwóch dział 130 mm. Pozostałe 4 działa 130 mm umieszczone były na sponsonach pokładu na śródokręciu, po dwa na burtę. Wszystkie działa w kazamatach i na śródokręciu były usytuowane na tym samym poziomie. 
Uzbrojenie uzupełniały według projektu 4 pojedyncze działa przeciwlotnicze kalibru 63,3 mm oraz 4 karabiny maszynowe i dwie podwodne burtowe wyrzutnie torped 450 mm na śródokręciu. Okręty mogły też przenosić do 100 min. 
„Profintern” ostatecznie ukończono z 9 działami przeciwlotniczymi 75 mm Mellera, zamontowano też na nim, oprócz wyrzutni podwodnych, 3 potrójne aparaty torpedowe 450 mm na rufie. W dalszym toku służby jego uzbrojenie przeciwlotnicze i torpedowe podlegało dalszemu ulepszaniu, a w 1929 r. dodano możliwość przenoszenia 2-3 wodnosamolotów na platformie za drugim kominem, stawianych za pomocą dźwigu (dla okrętów czarnomorskiego typu Admirał Nachimow przewidziano to wyposażenie już w 1916 r.). 

### Opancerzenie
Główny burtowy pas pancerny na linii wodnej ciągnął się na większości długości okrętu i miał grubość 75 mm i wysokość 2,1 m, wykonany był z cementowanej stali Kruppa. Nad nim rozciągał się górny pas, grubości 25 mm, wysokości 2,25 m, na całej długości kadłuba. Dolny pokład (na wysokości górnej krawędzi głównego pasa pancernego) miał grubość 20 mm, górny pokład miał również grubość 20 mm. Maszyna sterowa była przykryta pancerzem 25 mm. Na rufie była poprzeczna gródź pancerna grubości 50 mm. Stanowisko dowodzenia było chronione pancerzem 75 mm (podłoga i dach 50 mm), a szyby podajników amunicji – 25 mm. Masa opancerzenia wynosiła 1330 t, z tego 630 t pionowego i 650 t poziomego.
Kadłub miał wzdłużno-poprzeczny układ wiązań i dzielił się na 23 główne poprzeczne przedziały wodoszczelne. Na całej długości kadłuba było podwójne dno, a w rejonie maszynowni i kotłowni – potrójne. Przeżywalność okrętów zwiększało wyposażenie w dwa stery.

### Napęd
Okręty miały 13 kotłów parowych typu Yarrow, opalanych paliwem płynnym, z tego 4 mogły być opalane węglem. Rozmieszczone były po dwa w 7 kotłowniach: dwie kotłownie w grupie dziobowej (pierwsza z jednym kotłem), trzy w grupie środkowej i dwie w grupie rufowej. Spaliny z poszczególnych grup kotłowni były odprowadzane do trzech kominów. Cztery zespoły turbin parowych były umieszczone w czterech maszynowniach (po dwie na burtę), za kotłowniami. Okręty Zakładów Putiłowskich miały turbiny Parsonsa, a ze stoczni Russo-Bałt – turbiny Curtiss-AEG-Vulcan. Turbiny z dziobowych przedziałów napędzały zewnętrzne śruby, a z rufowych – wewnętrzne, przy takiej samej długości wałów śrub.

## Dane techniczne
Dane projektowe. Dla ukończonego okrętu – zobacz „Krasnyj Krym”.
- wymiary:
  - długość całkowita: 158,4 m
  - długość na linii wodnej: 154,8 m
  - szerokość 15,3 m
  - zanurzenie 5,6 m (przy wyporności standard.)
- wyporność:
  - normalna: 6800 t[19]
  - pełna: 7400 t[19]
- napęd: 4 zespoły turbin parowych o mocy łącznej 50 000 KM (maks. przy forsowaniu 59 200 KM[3]), 13 kotłów parowych (ciśnienie 17 at.), 4 śruby napędowe
- prędkość
  - maksymalna: 29,5 w.
  - ekonomiczna: 14 w.
- zapas paliwa:
  - normalny: 500 t (370 t paliwa płynnego i 130 t węgla)[20]
  - maksymalny: 1167 t
- zasięg: 1200 Mm przy prędkości 14 w. (normalny zapas paliwa)
- załoga: 630 ludzi

Uzbrojenie: (projektowe)
- 15 dział kalibru 130 mm wz. 1911 (15 x I)
  - długość lufy L/55 (55 kalibrów), kąt podniesienia od -5° do +30°, masa pocisku 36,86 kg, donośność maksymalna do 18 290 m, szybkostrzelność prakt. do 12 strz./min, prędkość początkowa 823 m/s, zapas amunicji po 150 pocisków[21]
- 4 działa plot. 63,3 mm wz. 1916[18] (4 x I)
  - długość lufy L/38, kąt podniesienia od -5° do +75°, masa pocisku 3,73-4,04 kg, donośność pozioma 6804 m (podniesienie 20°), pionowa 6000 m
- 4 karabiny maszynowe 7,62 mm Maxim (4 x I)
- 2 wyrzutnie torpedowe 450 mm (podwodne, w burtach)[3]
- możliwość przenoszenia 100 min morskich